# Altos (Piauí)
Pour les articles homonymes, voir Altos.
Altos est une municipalité brésilienne située dans l'État du Piauí.
La forêt nationale de Palmares s'étend en partie sur le territoire de la municipalité.